# Kings of the Turf
Kings of the Turf è un cortometraggio documentario del 1941 sull'ippica, diretto da Del Frazier. È stato candidato all'Oscar al miglior cortometraggio nel 1942.

## Riconoscimenti
- 1942 – Premio Oscar
  - Candidatura al miglior cortometraggio